# Williamson (Virgínia de l'Oest)
Williamson és una població dels Estats Units a l'estat de Virgínia de l'Oest. Segons el cens del 2000 tenia 3.414 habitants.

## Demografia
Segons el cens del 2000, Williamson tenia 3.414 habitants, 1.566 habitatges, i 903 famílies. La densitat de població era de 394,7 habitants per km².
Dels 1.566 habitatges en un 24,1% hi vivien nens de menys de 18 anys, en un 39% hi vivien parelles casades, en un 15,3% dones solteres, i en un 42,3% no eren unitats familiars. En el 40,3% dels habitatges hi vivien persones soles el 18% de les quals corresponia a persones de 65 anys o més que vivien soles. El nombre mitjà de persones vivint en cada habitatge era de 2,11 i el nombre mitjà de persones que vivien en cada família era de 2,85.
Per edats la població es repartia de la següent manera: un 20% tenia menys de 18 anys, un 8,2% entre 18 i 24, un 24% entre 25 i 44, un 26,2% de 45 a 60 i un 21,4% 65 anys o més.
L'edat mediana era de 44 anys. Per cada 100 dones de 18 o més anys hi havia 75,8 homes.
La renda mediana per habitatge era de 19.635 $ i la renda mediana per família de 35.893 $. Els homes tenien una renda mediana de 36.250 $ mentre que les dones 20.291 $. La renda per capita de la població era de 15.303 $. Entorn del 22,1% de les famílies i el 28,8% de la població estaven per davall del llindar de pobresa.

## Poblacions més properes
El següent diagrama mostra les poblacions més properes.